# Faith Lake
Faith Lake är en sjö i Kanada.   Den ligger i provinsen British Columbia, i den sydvästra delen av landet, 3 700 km väster om huvudstaden Ottawa. Faith Lake ligger 1 172 meter över havet.
I omgivningarna runt Faith Lake växer i huvudsak barrskog. Runt Faith Lake är det glesbefolkat, med 14 invånare per kvadratkilometer.